# Теллеш де Менезеш, Леонора
Леонора Теллеш де Менезеш (порт. Leonor Teles de Meneses, исп. Leonor Téllez de Meneses, кат. Elionor Telles de Menezes; 1350 27 апреля 1386) — королева Португалии c 1371 по 1383 годы и регент королевства с 1383 по 1384 год.

## Биография
Донна Леонора Теллеш происходила из благородного португальского рода Теллеш де Менезеш. Изначально это были кастильские бароны, владевшие замками Менесес и Альбуркерке. Барон, отвоевавший Альбуркерке у мавров, взял в жёны внебрачную дочь португальского короля Саншу I. Его потомки от этого брака поступили на португальскую службу.
Дядя будущей королевы, Жуан Афонсу Телеш де Менезеш с 1370 года носил титул графа Барселуш и пользовался большим влиянием при дворе. Её сводная сестра была женой 1-го графа Бенавенте, а кузина состояла в браке с одним из последних Хиронов; их потомки носят сдвоенную фамилию Теллеш-Хирон.
Леонора очень рано вышла замуж: за португальского дворянина Жуана Лоренсу де Кунья (кат. Joan Llorenç da Cunha). От этого брака у неё родился сын. К другой ветви того же рода принадлежали сеньоры де Кунья, из числа которых происходили Хуан Пачеко и позднейшие Теллеш-Хироны.

### Фаворитка короля
Сестра Леоноры, Мария Теллеш, являлась фрейлиной инфанты Беатрисы, дочери короля Педру I и его второй супруги Инеш де Кастру. Предполагается, что навещая сестру, Леонора познакомилась с Фернанду I (брат Беатрисы, сын Педру и Констанцы Кастильской), девятым королём Португалии, который был пленён Леонорой настолько, что развёл её с мужем (в результате, согласно красивой легенде, высланный в Кастилию де Кунья добавил к своему родовому гербу золочённые рога). Позднее он и сам тайно женился на ней 5 мая 1372 года в монастыре (порт. Leça do Balio) недалеко от Матозиньюш. Особенностью этого брака являлось то, что женившись на Леоноре Теллеш, Фернанду отказался от брака с кастильской принцессой Элеонорой Арагонской (дочерью короля Энрике II), что повлияло на отношения с Кастилией и на заключённый незадолго до этого военный альянс. В начале XX века русский историк Пётр Конский на страницах Энциклопедического словаря Брокгауза и Ефрона охарактеризовал супругу Фернанду I следующими словами: 

«Избалованная пустая кокетка, Э., сделавшись королевой, вела развратный образ жизни»
В браке с Фернанду у Леонор родилась дочь Беатриса. Муж Марии Теллеш, инфант Жуан, вызывал опасения у Леоноры по факту престолонаследия. Считается, что Леонора подтолкнула Жуана на убийство супруги, обвинив её (свою сестру соответственно) в неверности, пообещав незадачливому супругу руку дочери. Обещание она не сдержала, и Жуан был изгнан из Португалии в Кастилию, где получил от короля герцогство Валенсия-де-Кампос.
Брак Беатрисы был скорее политическим вопросом. Фернанду несколько раз организовывал, а затем отменял помолвку дочери (с целью укрепления союза с Англией девятилетняя Беатриса была даже помолвлена с восьмилетним сыном герцога Кембриджского Эдмонта). Пока Леонора не уговорила его выдать Беатрису за короля Кастилии и Леона — Хуана I. Потерявший свою первую жену, Элеонору Арагонскую, Хуан охотно соглашается (учитывая, что брак с португальской наследницей делал Португалию провинцией Кастилии). Свадьба состоялась 17 мая 1383 года в Элваше (Беатрисе на тот момент было одиннадцать лет). Это событие лишь подогревает недовольство королевой Леонорой, так как именно она спланировала этот брак.

### Кризис 1383—1385 годов
Когда 22 октября 1383 года Фернанду умирает, Леонора, согласно брачному договору, получает регентство при своей дочери и её зяте (так как законных наследников мужского пола Фернанду не оставил). Основными претендентами на престол являлись незаконнорождённые братья Фернанду: инфант Жуан, высланный в Кастилию, и инфант Жуан (сын Педру и Терезии Лоренцо), магистр Ордена Святого Беннета Ависского. Период с 1383 по 1385 годы, когда в стране не было коронованного короля, назван смутным временем (порт. Interregnum), так как отличается периодом гражданской войны и анархии.
Ставшая регентом Леонора открыто сожительствует со своим любовником, галисийским фидалго, графом Жуаном Фернандесом д’Андейро (порт. João Fernandes Andeiro), весьма непопулярным в стране ввиду своего происхождения (в народе Леонора получает прозвище — Продажная или Предательница, от порт. Aleivosa). В совокупности с браком Беатрисы с кастильским королём (что номинально делало Португалию испанской провинцией), такое положение вещей вызывает недовольство как среди народа и горожан, так и среди дворян.

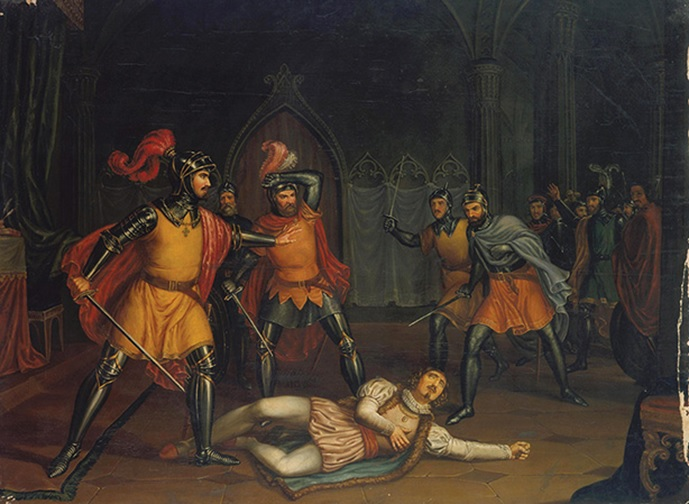
Убийство заговорщиками графа Андейру.

Первые враждебные действия были предприняты магистром Ордена Святого Беннета Авишского Жуаном I, который 6 декабря 1383 года, при поддержке своих сторонников (в числе которых был и Нуну Альвареш Перейра), устроили во дворце переворот, во время которого был убит граф Андейро. Этот заговор поставил Жуана во главе оппозиции, которая спровоцировала начало процесса передачи регентства над находившейся в Бургосе с мужем Беатрисой. При помощи Нуну Альвареша Перейры, сторонники Жуана I захватывают Лиссабон, Бежа, Порталегре, Эштремош и Эвору. В ответ на это зять Леоноры (сама она была вынуждена бежать) вводит в Португалию свои войска и оккупирует Сантарен. Желая сохранить корону своей супруги и отстоять право на престол для новорождённого сына, Хуан Кастильский убеждает Леонору отказаться от регентства, и пытается взять управление страной в свои руки.
В стране началось восстание, сопровождаемое вооружёнными столкновениями с кастильцами. Когда Хуан Кастильский начинает осаду Лиссабона (без управления столицей и коронации в ней, ни он сам, ни его жена Беатриса не могут считаться полноправными правителями), сторонники Жуана Ависского продолжают наступления на города лояльные кастильцам и ищут поддержки у англичан. Всё это время Леонора пытается участвовать в политической игре из Сантарена.
В конечном итоге, когда большинство португальских городов, бывших на стороне Кастилии, были захвачены, Жуан Ависский созывает в Коимбре Португальскую Королевскую ассамблею (кортесы). И 6 апреля 1385 года совет королевства провозглашает Жуана, магистра Ависского ордена, десятым королём Португалии (что фактически послужило началом войны с Кастилией).
Леонора бежала в Испанию, где нашла убежище в монастыре Тордесильяс, недалеко от Вальядолида, где и умерла 27 апреля 1386 года. По другой версии, в монастырь она была сослана своим зятем, Хуаном Кастильским, в ответ на затеянный против него заговор.

## Семья и дети
- Первый муж Жуан Лорензо де Куньи (кат. Joan Llorenç da Cunha)
  - Сын Альвар де Куньи (кат. Àlvar da Cunha)
- Второй муж Фернанду I
  - Дочь Беатриса (кат. Beatriu de Portugal, 1372—1410)

Считается, что у Леоноры были ещё дети:
- Дочь от первого мужа[4].
- Два сына от Фернанду. Либо двое бастардов Жуан (кат. Joan de Portugal, р. 1370) и Альфонс (кат. Alfons de Portugal, р. 1371), либо умершие во младенчестве Педру (р. 1380) и Афонсу (р. 1382)[13].
- Дочь Изабелла, от Фернанду[14].

## В культуре
Впервые история о жизни донны Леоноры Теллеш была записана Фернаном Лопишем, хронистом XIV—XV веков. Лопиш был автором хроник царстования таких португальских королей, как Педру I, Фернанду I и Жуан I. Впоследствии многие португальские писатели-романисты черпали из хроник Лопиша сюжеты для своих произведений. В частности своеобразие и силу таких характеров, как борющаяся за власть Леонора Теллеш.
Одним из первых произведений португальского драматурга Марселино Мескито (порт. Marcelino Mesquita, 1856—1919) была «Леонора Теллеш», написанная в 1876 году.
Португальским композитором Жуаном Марселино Аррою (порт. João Marcelino Arroio, 1861—1930) была написана опера «Леонора Теллеш».